# Roger Charles Carolin

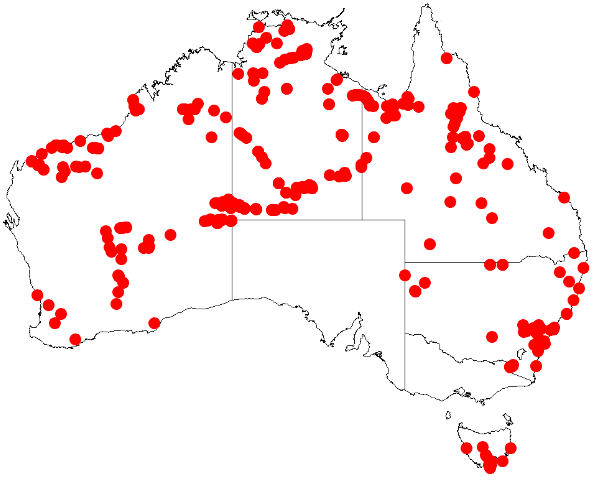
Lugares de recogida en Australia

Roger Charles Carolin (Londres, 15 de octubre de 1929-Jaspers Brush, Nueva Gales del Sur, 3 de febrero de 2025) fue un botánico, pteridólogo y profesor australiano. Desarrolló gran parte de su actividad científica y académica en la Sydney University, retirándose como Botánico Consultor.

## Algunas publicaciones
- 1974.  A review of the family Portulacaceae. Taxon 23:725-728
- 1987. Notas sobre Portulacaceae de la Argentina. Parodiana 3 (2): 329-332
- 1990. Nomenclatural notes and new taxa in the genus Goodenia (Goodeniaceae). Telopea 3
- 1993. A review of the family Portulacaceae, Austral. Journ. Bot. 35(4): 383-412

### Libros
- Beadle, NCW, OD Evans, RC Carolin. 1962. Handbook of the vascular plants of the Sydney district and Blue Mountains. Ed. Armidale [New South Wales, Brown Gem Print.] 597 pp.
- Beadle, NCW, †OD Evans, RC Carolin. 1982. Flora of the Sydney region. Ed. Frenchs Forest, N.S.W. : Reed. 720 pp. 16 pp. de planchas : il. (algunas col.), mapas
- Carolin, RC, P Clarke. 1991. Beach plants of south eastern Australia. Ed. Potts Point, NSW, Australia : Sainty & Associates. 119 pp. ISBN 0-646-05147-4
- Brunoniaceae, Goodeniaceae. Flora of Australia Series, Vol 35. ISBN 0-644-14553-6
- 1997. Incredible Plants
- 2002. Ency Of Discovery Nature. 11 capítulos. ISBN 1-876778-93-8
- 2003. Plantas increíbles. Ed. McGraw Hill. ISBN 970-10-4157-7

- La abreviatura «Carolin» se emplea para indicar a Roger Charles Carolin como autoridad en la descripción y clasificación científica de los vegetales.[3]